# Ekorrtjärnen (Trehörningsjö socken, Ångermanland)
Ekorrtjärnen är en sjö i Örnsköldsviks kommun i Ångermanland och ingår i Husåns huvudavrinningsområde. Sjön har en area på 0,0532 kvadratkilometer och ligger 215,9 meter över havet.

## Delavrinningsområde
Ekorrtjärnen ingår i det delavrinningsområde (707771-164664) som SMHI kallar för Utloppet av Önskasjön. Medelhöjden är 234 meter över havet och ytan är 28,55 kvadratkilometer. Räknas de 12 avrinningsområdena uppströms in blir den ackumulerade arean 68,85 kvadratkilometer. Avrinningsområdets utflöde Husån mynnar i havet. Avrinningsområdet består mestadels av skog (55 procent). Avrinningsområdet har 8,49 kvadratkilometer vattenytor vilket ger det en sjöprocent på 29,7 procent.